# Ulysses Gomes de Oliveira Neto
Ulysses Gomes de Oliveira Neto (Itajubá, 27 de junho de 1977) é um político brasileiro do estado de Minas Gerais. Exerceu o mandato de vereador em Itajubá de 2002 a 2004. Em 1º de fevereiro de 2011 tomou posse como deputado estadual de Minas Gerais, e compôs a 17ª e 18ª legislatura, sendo novamente reeleito em 2018.
Em seu segundo mandato como parlamentar em Minas recebeu 69.029 votos e foi escolhido por unanimidade para assumir a 1ª Secretaria da Mesa Diretora da ALMG (biênio 2015/2016).
Foi reeleito e assumiu seu terceiro mandato de Deputado Estadual na ALMG em Em 1º de fevereiro de 2019 para compor a 19ª legislatura.

## Biografia
Graduado em Administração Pública, foi coordenador da Pastoral da Juventude na Arquidiocese de Pouso Alegre. Foi um dos fundadores do Diretório Central dos Estudantes do Centro Universitário de Itajubá e presidiu o Diretório Municipal do Partido dos Trabalhadores em sua cidade natal.
Estudou no SENAI de Itajubá de 1992 a 1994 (Ajustagem Mecânica) e de Pouso Alegre em 1995 (primeira turma de Ferramentaria). Trabalhou como metalúrgico na IMBEL, assim como seu pai e seu avô paterno, durante um ano, e passou seis anos na Mahle. Filiou-se ao PT em 1998.

## Carreira Política
Foi eleito vereador em Itajubá em 2002. Em 2005, passou a participar da equipe do Deputado Federal Odair José da Cunha. Em 2008, criou o Expresso da Cultura, um caminhão adaptado que, de dia, servia para a população participar de oficinas variadas e, de noite, um palco de teatro. Uma das peças de teatro foi o "Curso de Porte e Postura", uma peça que já fez sucesso nos estados de Minas Gerais e São Paulo.
Ulysses tomou posse de seu primeiro mandato como deputado estadual de Minas Gerais em 1º de fevereiro de 2011. Desde então, reelegeu-se mais duas vezes.
Como deputado, apresentou a Proposta de Emenda à Constituição (PEC) 8/2011, que extingue o mandato-tampão, prática que permitia a suplentes assumirem mandatos durante o recesso da Assembleia. A PEC proíbe a posse de suplentes durante o mês de recesso, garantindo que isso pode acontecer caso haja necessidade, como se uma convocação extraordinária da Assembleia, algo que não ocorre desde 1999. Votada em julho de 2011, teve aprovação unânime de 56 votos na Assembleia Legislativa.